# Cannabis en Marruecos

Área de cultivo del cannabis en el Rif (norte de Marruecos), 2003.

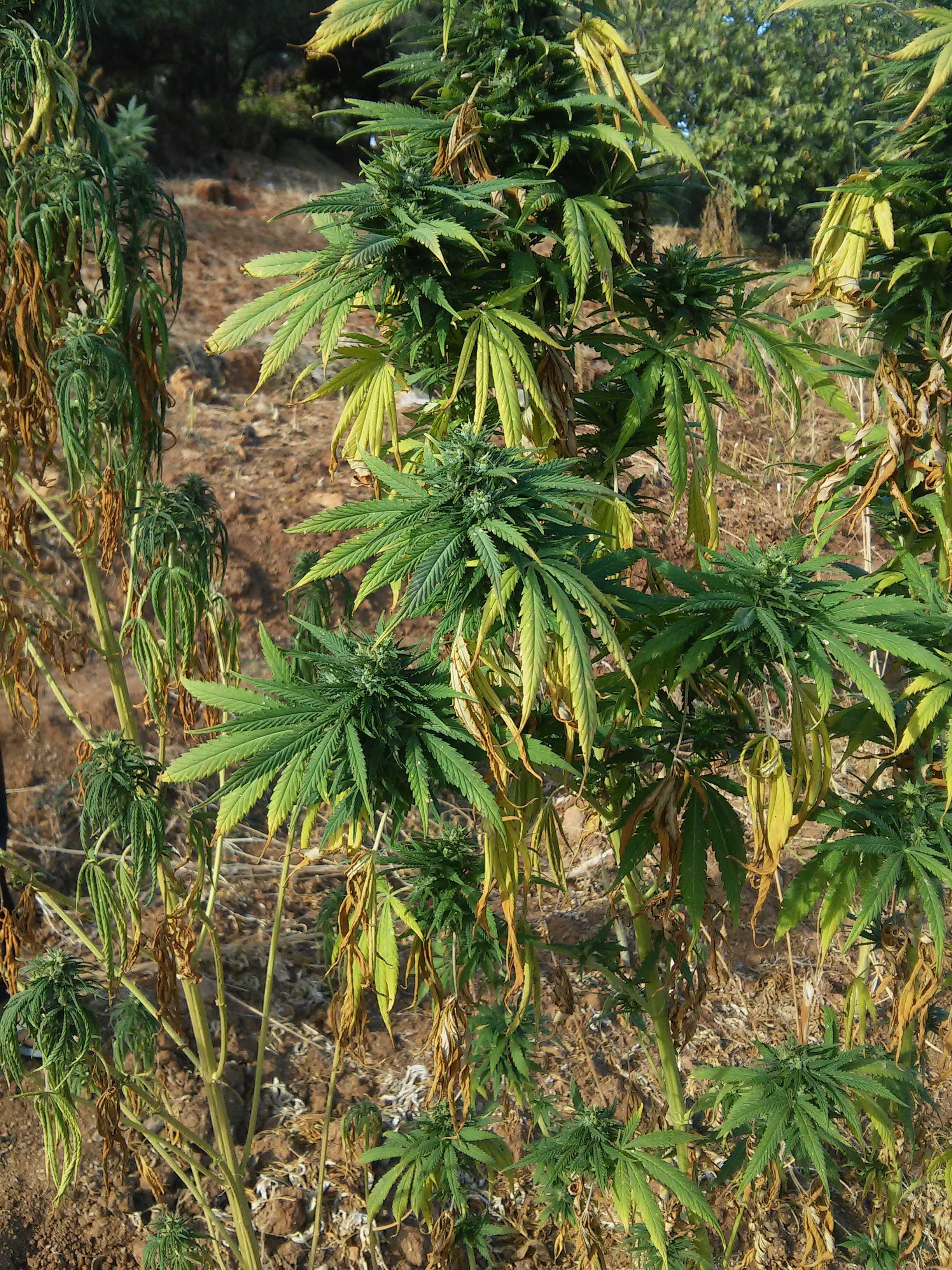
Cannabis en Fez.

El cannabis en Marruecos se produce principalmente al norte del país, en las montañas del Rif, y de allí se exporta a Europa y todo el mundo. Desde febrero de 2021, son legales la exportación y la comercialización tanto nacional como internacional, así como el cultivo dentro de las áreas delimitadas por la Ley n.º 13-21: las provincias de Alhucemas, Chauen y Taunat. Sin embargo, se legalizan únicamente los fines medicinales e industriales, por lo que se mantiene la prohibición sobre las variedades de cannabis con THC superior al 0,2%. El cannabis es llamado localmente  كيف kif, nombre que en el español ha pasado a referirse específicamente al polvo de cannabis, su formato de presentación más habitual. Otro igualmente común es el hachís.

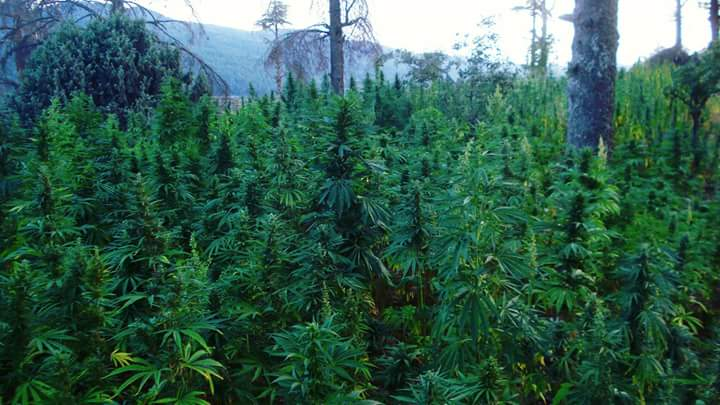
Plantación de marihuana a los pies del monte Tidiguín, cerca de Ketama (Rif).

El cannabis llegó al Magreb (y al Ándalus) con la conquista islámica, y desde entonces tiene cierta tradición en algunas escuelas sufíes. El periodo de ilegalización comprendió entre la independencia de Marruecos en 1956 hasta la despenalización en 2021. Durante ese tiempo, a pesar de ser ilegal, Marruecos se convirtió en el mayor productor y exportador de hachís y kif del mundo, y desde 2016, también en el principal proveedor mundial de cannabis. El narcotráfico ha establecido sólidas redes de comercialización desde el Rif hasta Europa, su principal mercado, siendo el motor económico de la región. En 2002 se estimó que entre 1 y 1'5 millones de agricultores viven del cannabis, más de un quinto de la población rifeña. Las cifras oficiales ofrecidas por el Gobierno de Rabat en 2019, estimaron que se dedican 55.000 hectáreas al cultivo de cannabis en Marruecos.
La variedad local de cannabis, llamada kif beldía (‘la yerba de aquí’), o también Ketama, es única en el mundo por su resistencia a la falta de agua e incluso a sequías severas, sin perder potencia psicoactiva. Sin embargo, durante la última década se han importado variedades extranjeras, europeas y americanas principalmente, que están secando acuíferos y desertificando zonas enteras. 

## Historia

### Llegada del cannabis al Magreb (siglovii)
El cannabis llegó al Magreb (entonces llamado Mauretania) con la conquista musulmana, iniciada en el siglo vii. Varias tribus árabes se instalaron en el País Sanhaya (Ketama y alrededores), en la cordillera del Rif, y cultivaron el cannabis a pequeña escala.
Desde el siglo xvi se cultivó cannabis en el área de Ketama y, en menor medida, Bab Berred. También fue plantado en otras regiones de Marruecos, en fincas privadas, pero nunca a gran escala.

### Imperio Jerifiano (sigloxix)
En 1895, el misionario Auguste Mouliéras encomendó al derviche Mohammed Ben Tayeb estudiar la sociedad tribal del Rif, y éste registró tres tribus que cultivaban el cannabis: los Beni Bonzar, los Beni Seddate y los Ketama. Mouliéras también agregó a esta lista la tribu Beni Khaled. Por aquel entonces el cannabis rifeño ya era conocido en todo el imperio jerifiano, y era una práctica cotidiana mezclarlo con tabaco para fumarlo en sebsi.
En 1890, el sultán Hasán I estableció regulaciones estrictas sobre el cultivo y el comercio del cannabis, aunque mantuvo el permiso de producir kif a los cinco aduares rifeños de las tribus que originalmente lo cultivaban, con el objetivo de pacificar la insurgente región.

### Protectorado (1912-1958)
España, que por medio del Tratado de Fez estableció un protectorado en el Rif, otorgó concesiones a varias tribus para cultivar cannabis, no por voluntad propia, sino por la resistencia y rebeldía constantes de los rifeños. Las diferentes tribus no quisieron someterse al poder colonial español, y se unieron bajo el liderazgo de Abd el-Krim para fundar la breve pero decisiva República del Rif (1921-1926). Entre otras cosas, Abd el-Krim consiguió prohibir de manera efectiva el cannabis porque lo consideraba contrario a los preceptos del islam, de manera que la tierra dedicada a su cultivo disminuyó considerablemente. En mayo de 1926, los ejércitos español y francés desmantelaron conjuntamente la República del Rif y Abd el-Krim se rindió. El gobierno español permitió la producción de cannabis para apaciguar a las tribus del interior, y su consumo se extendió de nuevo.
Por otro lado, en el resto de Marruecos, que fue colonizado por Francia, se hizo efectiva la prohibición del cannabis mediante el dahir del 22 de diciembre de 1932, reafirmado en otro dahir el 24 de abril de 1945. Solo una empresa tabacalera, La Régie, contó con la aprobación de Francia de plantar cannabis de manera aislada en Alhauz y el Algarbe. Esta ley se amplió a todo el territorio marroquí cuando el país recuperó su independencia y absorbió el Rif español.

### Independencia (1950-1960)
Marruecos logró su independencia en 1956, y desde entonces la ley, por orden directa del rey Muhammad V, prohíbe la producción y comercio de cannabis.
No obstante, por aquel entonces Marruecos era un país todavía joven y débil, y tras varias revueltas en las montañas rifeñas (las llamadas révolte des montagnes) que generaron inestabilidad en la región, se toleró que varias tribus de la zona siguieran practicando la cannabicultura como parte de una economía informal, lo que permitió la supervivencia económica de los habitantes del Rif. Dicho de otro modo, la administración hizo la «vista gorda», a la vez que amplicaba restricciones en cuanto a los límites donde se podía cultivar, e intentaba que el comercio de cannabis no fuese demasiado notorio. Para 1960, ya eran 12 tribus dedicadas a la producción de kif.

### Internacionalización (1960-1990s)
En la década de 1960, la afluencia de jóvenes turistas occidentales (principalmente adeptos del movimiento hippie fascinados con la cultura marroquí) tuvo un profundo impacto en la cannabicultura rifeña, ya que previamente el consumo era básicamente local. Los hippies importaron de sus viajes al Líbano la técnica para elaborar hachís, y también enseñaron a los campesinos rifeños a maximizar la producción de cannabis. De esta manera se dio inicio a la «industrialización del kif».
La superficie cultivada fue creciendo año tras año, y a partir de 1970 se formaron redes de contrabando que enviaban el producto a Europa, donde se estaba formando una creciente demanda. Los campesinos rifeños, que de por sí poseían pocas tierras, no recibían ayudas estatales ni tenían acceso a crédito para modernizar su rudimentaria producción agrícola (que no podía competir con la agricultura industrializada occidental), vieron en el cannabis un negocio muy rentable. En respuesta a la demanda masiva de turistas y contrabandistas, los productores marroquíes adoptaron técnicas a mayor escala para reemplazar las antiguas técnicas más artesanales.
Si bien hay leyendas competidoras sobre cómo la producción de hachís se introdujo por primera vez en Marruecos, se cree que se produjo durante el período pico de influencia turística occidental. Rápidamente Marruecos se posicionó por delante de Afganistán o El Líbano, países que también abastecieron de hachís a Europa hasta sufrir sus respectivas guerras civiles (1978-1992 en Afganistán y 1975-1990 en Líbano).
La producción de cannabis, que originalmente sólo se daba en el país Sanhaya, se expandió a regiones aledañas, como el país Ghomara y el país Yebala. Para 1994, el área dedicada era de 50.000 ha, y para 1998, alrededor de 70.000 ha. Gradualmente el cannabis se convirtió en el cultivo por excelencia del Rif, y para finales de siglo, había sumido a toda la región en el monocultivo. Según los investigadores Lluís Romero y Alain Labrousse, fue a partir de 1999, con la coronación de Mohamed VI y la destitución del ministro del interior Driss Basri, cuando el cultivo de cannabis deja de percibirse como algo disimulado, y se pueden observar plantaciones incluso a pie de carreteras nacionales. Muchas zonas donde antes se cultivaba una gran variedad de hortalizas y verduras se destinaron por completo a la más rentable producción de cannabis. Esta situación de monocultivo del cannabis llevó en 2003 a la región de Chauen a perder su autosuficiencia agrícola y alimentaria.

### Intento de erradicación (2003-2010)
En 2003 se alcanzó el punto álgido en la historia de la producción de cannabis en Marruecos. Ese año, la UNODC elaboró un estudio sobre el cultivo de la planta en este país, en el cual se contabilizaron 135 000 ha dedicadas, es decir, un 1,48% de la tierra cultivable de Marruecos. El análisis estimó en 3 070 toneladas la producción de resina.
Por esta razón, entre 2003 y 2010, el gobierno de Rabat promovió una política de erradicación a gran escala para eliminar por completo la cannabicultura en el país. Las tribus rifeñas, que son un pueblo históricamente rebelde, pobre y marginado por el gobierno central, se rebelaron para defender lo que para muchos era su principal (o única) fuente de recursos económica, pero fueron duramente reprimidos por el Majzén (nombre despectivo para el gobierno). Las campañas de erradicación se dieron en las provincias de Larache y Taunat principalmente, para 2010 la superficie dedicada al cultivo de cannabis era de tan solo 50.000 ha.

### Legalización (2020-2022)
El 2 de diciembre de 2020, la CND de las Naciones Unidas aprobó eliminar el cannabis de la lista de drogas peligrosas gracias a la votación favorable de 27 países, entre ellos Marruecos. Esto permitió crear un marco legal que regule la producción y uso en el reino alauita. 
El 25 de febrero de 2021 el Gobierno de Marruecos aprobó el proyecto de ley n.º 13-21 donde se legaliza el uso medicinal e industrial del cannabis, con el objetivo de «aprovechar las oportunidades que brinda el mercado global (...), mejorar los ingresos de los agricultores y protegerlos del narcotráfico». El uso recreativo seguirá estando prohibido, lo que significa que no se podrá cultivar plantas con una cantidad de THC superior al 0,2%. En la ley se especifica la creación de la Agence nationale de réglementation des activités relatives au cannabis (ANRAC), una agencia con las competencias para gestionar los asuntos del cannabis.
La ley sobre los usos legales del cannabis fue aprobada el 26 de mayo de 2021 en la Cámara de Representantes de Marruecos, con 119 votos a favor y 48 en contra. A partir de entonces, las inversiones ya se hicieron notar en la región de Tánger-Tetuán-Alhucemas, y en zonas como Ketama, el precio por hectárea se ha más que duplicado en esas primeras semanas de legalización.
En octubre de 2022, las 10 primeras licencias fueron concedidas por la ANRAC, con el agrónomo Mohammed El Guerrouj como director general, exgobernador de El Yadida y funcionario del Ministerio de Agricultura. Estas licencias sólo pueden ser expedidas en tres provincias rifeñas: Alhucemas, Chefchauen y Taunat.

## Producción
En 1993, el área total de cultivo en Marruecos (estimada) rondaba las 70.000 hectáreas, cifra que en 2002 aumentó a las 120.000 ha. Este país produce una parte sustancial del hachís del mundo; fue el principal productor para el período 2002–2010 antes de que un estudio de 2012 situara a Afganistán como el principal productor. La producción de Marruecos en 2010 fue de 760 toneladas de resina de cannabis. En 2003, el 70% del hachís consumido en Europa se produjo en Marruecos.
Tradicionalmente, los tallos de cannabis se cortan en otoño y se almacenan en el interior para que se sequen durante un mes. Luego, los cultivadores colocan los tallos secos sobre una tela fina estirada sobre un recipiente metálico y golpean los tallos, haciendo que los tricomas cargados de THC caigan en el recipiente para su recolección. Esto es conocido como tambores de Ketama.
Se considera que el primer kif que se extrae (del golpeado de los tallos) es el de mejor calidad, y los tallos pueden ser golpeados aún más por segunda y tercera vez, sin embargo, obteniendo un producto cada vez de menor calidad. Algunos de los tricomas se empaquetan tal cual, o se pueden presionar y calentar repetidamente para formar densas losas de hachís. Las losas de hachís a menudo están marcadas con un emblema de la firma que indica a su productor, como un diseño abstracto, número o imitación de un logotipo comercial. Estos símbolos no tienen estandarización o consistencia temporada a temporada.

## Cultura cannabica

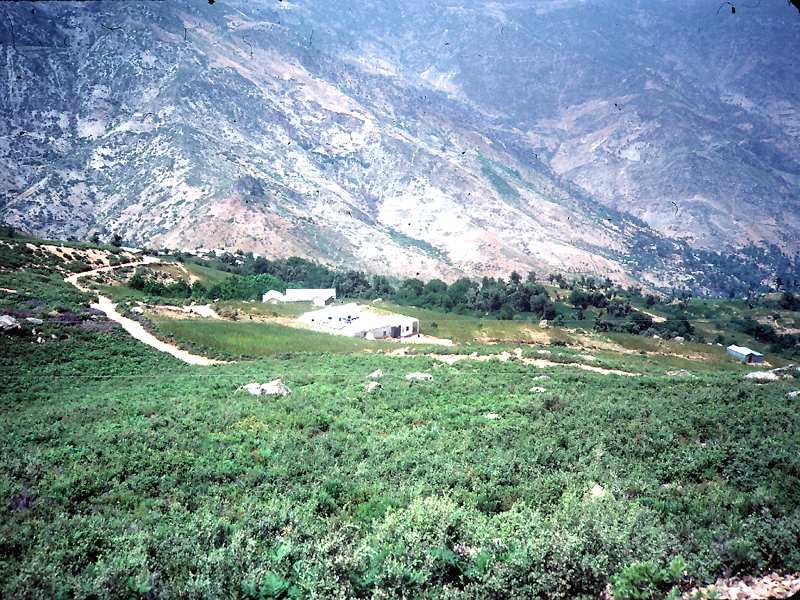
Campos de marihuana en el Rif.

### Turismo recreativo
Ante la tendencia mundial actual de un mayor consumo de cannabis, los marroquíes han aprovechado el nicho comercial existente para dar vía a la producción de esta droga, sobre todo en la región montañosa del Rif, así como el interés en el cannabis por parte de los turistas. El área en sí no produce muchos cultivos distintos del kif, lo que crea un amplio espacio para que se realicen recorridos por la región. La ciudad de Isaguén se han convertido en el mayor productor de cultivo de canabis del país y el centro más importante para el turismo de cannabis en las últimas décadas.
El turismo de cannabis ha crecido hasta convertirse en una fuente importante y dominante de riqueza para productores, comerciantes y guías turísticos no oficiales por igual. Los tours no se anuncian oficialmente, y en su mayoría ocurren de boca en boca. El prensado de hash, los recorridos, el consumo de la droga y las ventas siguen siendo ilegales, pero de manera no oficial, la combinación de estos servicios ha convertido a la región del norte de África en uno de los mayores exportadores de hachís, que se produce a partir de plantas de cannabis hembra a través de la compresión y el calentamiento de glándulas de resina conocidas como tricomas. Este cultivo comercial ha proporcionado un ingreso estable y confiabilidad para más de 90.000 hogares.

### Uso económico
A medida que los funcionarios de la ley marroquí continúan debatiendo sobre la legalidad del cannabis, la producción ha comenzado a ser descriminalizada. Al reconocer que no hay otros cultivos en la región montañosa, aparte del cannabis, el gobierno marroquí se ha visto obligado a permitir que los agricultores continúen sus pequeños negocios de producción. Producir hachís, tanto para la exportación a Europa, como para los turistas que visitan el Rif, proporciona una forma constante de empleo e ingresos para los rifeños, habiéndose creado una forma de economía sumergida. Los costos de distribución y los precios varían según la ubicación y la proximidad a las grandes ciudades. Cuanto más lejos esté un sitio de producción de las ciudades, menos distribuidores se necesitan, asignando así todos los fondos de las ventas a los propios productores. El aumento de la demanda de cannabis también ha aumentado considerablemente la viabilidad del tráfico de drogas para seguir siendo un negocio exitoso en todos los puertos y fronteras de Marruecos.
Si bien la aceptación de la producción de cannabis está creciendo, también lo hace la inflación de los precios y la devaluación de los cultivos de los agricultores. Los impuestos representan una amenaza para la seguridad de los ingresos de los que dependen los productores como sus pocos medios de ganancias económicas.

### Uso recreativo

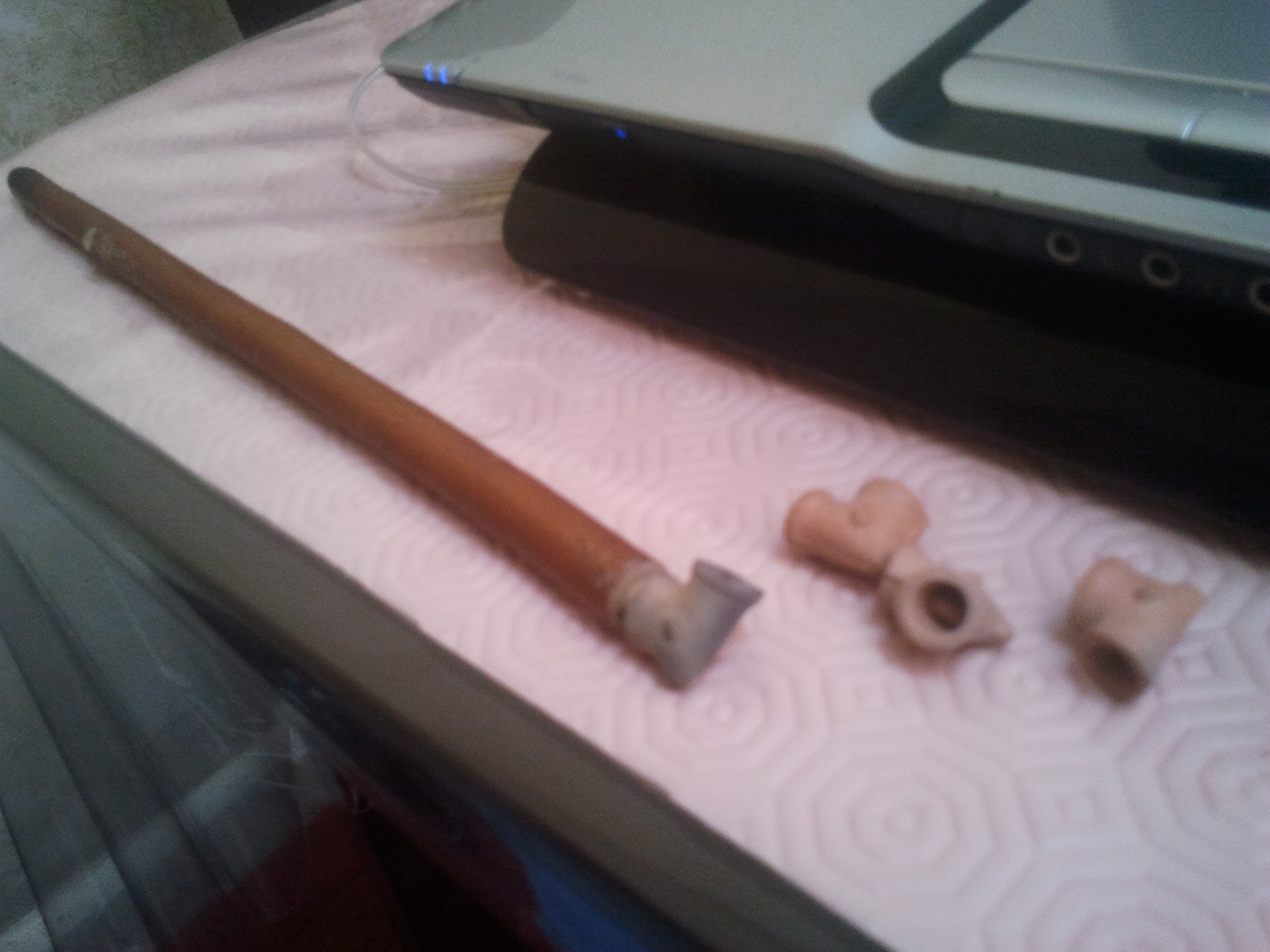
Tradicional pipa sebse, para fumar.

Antes de la internacionalización del comercio de cannabis, el kif marroquí se consumía localmente, se fumaba en una larga pipa llamada sebsi, o se incluía en recetas de comida, y también se usaba ocasionalmente en rituales religiosos sufíes. El majún es un comestible de cannabis tradicional muy popular, un pastelito o mermelada hecha de cannabis con miel, frutos secos y especias que se ingiere para sentir sensaciones similares a las de fumar cannabis.

## Debate sobre su legalidad
El cannabis fue prohibido en Marruecos tras la independencia, sin embargo, la tolerancia tradicional para su producción en la región del Rif, más el reconocimiento de que el cannabis representa una gran parte de la economía nacional, ha llevado a un debate a favor de la legalización del cannabis. 
En 2009, Fouad Ali el Himma recibió apoyo multipartidista entre los políticos marroquíes por su propuesta de cambiar la marca del cannabis como un remedio herbal marroquí tradicional en lugar de una droga peligrosa, y pidió un debate nacional y un enjuiciamiento reducido a los agricultores. En 2014, el PAM (centroderecha) propuso un proyecto de ley que mantendría ilegal el consumo de cannabis recreativo, pero que otorgaría licencias y regularía a los productores y redirigiría su producción a productos de cannabis lícitos medicinales e industriales. Si bien las conversaciones sobre la legalización del cannabis en Marruecos han sido tabú durante décadas, se ha vuelto cada vez más común encontrar debates y apoyo sobre el tema en los últimos tiempos.

## Cuestión medioambiental
El cedro del Atlas (Cedrus atlantica) forma los bosques en altitudes superiores a los 1 400 m s. n. m. Las montañas del Rif, históricamente pobladas por cedrales, han sufrido una fuerte deforestación debido en parte al cultivo desmedido de kif. Además, la desertificación y aridez motivan a la agricultura local a buscar zonas más elevadas y fértiles. Otras especies que también están a punto de desaparecer son el pinsapo o abeto del Rif (Abies maroccana) y el roble del Rif (Quercus lusitanica). Desde el Gobierno no se han llevado a cabo estudios acerca de la población de cedro del Atlas que existe en la actualidad o de cuán se ha reducido en las últimas décadas, ni tampoco se han implementado medidas para su conservación, por lo que esta especie se encuentra en serio peligro de extinción.
Según el propio texto del proyecto de ley de 2021 para la legalización, una de las motivaciones es «frenar los cultivos ilícitos que destruyen el medio ambiente».